# Klaus D. Bornemann
Klaus D. Bornemann (* 1949) ist ein deutscher Fotograf und Schriftsteller.
In seinen Romanen untersucht Bornemann immer wieder die Auswirkungen gesellschaftlicher Schwankungsbreite auf das individuelle Selbstverständnis. Sein fotografisches Schaffen findet auch in seinen Romanen einen Nachhall. Bornemann baut neben der Erzählebene immer wieder abweichende Wirklichkeitsebenen auf, zwischen denen sich die Romanfiguren bewegen. Bornemann benutzt ceased characters, das sind Romanfiguren, die zunächst komplex aufgebaut und in die Handlung eingeführt werden, dann aber nur noch Nebenfiguren sind.
Bornemann lebt und arbeitet in Duisburg.

## Werke
- Der Raum war in blaues Licht getaucht. Novelle. (2005) Verlag Markus Kaminski, ISBN 978-3-938204-06-1
- Hitzestau. Roman. (2006) Verlag Markus Kaminski, ISBN 978-3-938204-07-8
- Trügerische Wahrheiten. Roman. (2008) Schweitzerhaus Verlag, ISBN 978-3-939475-33-0
- Cappuccetto. Roman. mit Karin Schweitzer (2010) Schweitzerhaus Verlag, ISBN 978-3-939475-03-3

| Personendaten    | Personendaten                         |
| ---------------- | ------------------------------------- |
| NAME             | Bornemann, Klaus D.                   |
| KURZBESCHREIBUNG | deutscher Fotograf und Schriftsteller |
| GEBURTSDATUM     | 1949                                  |